# Driessen (geslacht)
De familie Driessen is een geslacht van Nederlandse textielbaronnen, afkomstig uit Bocholt, vlak over de grens met Duitsland. Leden van de familie waren textielfabrikant in Bocholt, Aalten en Leiden. Het is een katholieke familie, die in 1961 is opgenomen in het Nederland's Patriciaat.

## Opkomst
De geregelde stamreeks begint met de wever Rutger Driessen. In 1667 betaalt hij belasting, maar in 1672 is hij te arm om belasting te betalen. Over zijn zoon Johann Driessen (1663-na 1713) en kleinzoon Gerard Driessen (1702-na 1738) is nauwelijks iets bekend. Met Gerards zoon Bernard Driessen (1731-1772) treedt er sociale stijging op. Hij is handelaar in textiel, dat hij opkoopt bij de thuis wevende boeren rond Bocholt en verkoopt in Holland. Waarschijnlijk hebben de Driessens deze sociale stijging te danken aan het feit dat ze oorspronkelijk zo arm waren, dat ze geen lid konden worden van het Boomsidenambt, het gilde van de katoenwevers. Voor gildeleden was het verboden katoen te verhandelen dat niet door gildeleden geweven was. Omdat de Driessens geen lid waren van het gilde, hoefden ze zich niet te houden aan deze regel en konden ze handel drijven met de katoen van de thuiswevers. Bernard wordt van deze handel zo welvarend, dat hij gekozen wordt tot schepen van de stad Bocholt, waarmee de familie haar intrede doet in het stedelijk patriciaat. Bernard overlijdt echter op 41-jarige leeftijd op zakenreis in Den Haag, voordat hij zijn positie kan uitbouwen.

## Uitbouw van de textielhandel
Twee zonen van Bernard bouwen deze handel wel verder uit door honderden thuiswevers voor zich te laten werken. Het gaat om Peter Driessen (1756-1843) en Hermann Driessen (1765-1817). De broers werken eerst samen, maar later gaat ieder zijn eigen weg. Beiden worden schatrijk. Interessant is dat ze getrouwd zijn met twee zussen, namelijk Elisabeth en Gertrud Hölscher, de dochters van Johann Jacob Hölscher, die wel lid is van het katoengilde en die ook schepen van Bocholt is, net zoals de vader van de beide broers. De familie Driessen blijkt door deze huwelijken inmiddels geïntegreerd te zijn in de elite van het stadje Bocholt. Peter Driessen wordt dan ook 14 jaar lang tweede burgemeester van Bocholt (1797-1811). En hij is lid van de raad van het arrondissement Rees in de tijd van Napoleon (1813). Voor zijn verdiensten krijgt hij op zijn oude dag in 1841 een Pruisische onderscheiding (Ritter des rothen Adlerordens, 4e klasse).

## Van handel naar fabricage
Peter Driessen had rond Bocholt circa 500 thuiswevers voor zich werken. Een thuiswever was niet in dienst bij de reder, de handelaar die de garens leverde en later de geweven stoffen opkocht. Maar de reder financierde meestal wel het weefgetouw en ook de garens, zodat de wever afhankelijk was van de reder. Maar kennelijk was meer toezicht gewenst, want steeds meer thuiswevers komen naar een centraal gebouw met weefgetouwen om te weven. Zo ontstaan er fabrieken en de oorspronkelijke handelaren worden fabrikanten. De weefgetouwen kunnen nu volcontinu gebruikt worden en de reder, die inmiddels fabriqueur heet, heeft meer toezicht op de productie.

## Emigratie naar Holland
Om de Nederlandse industrie te beschermen tegen Engelse import voert de Nederlandse koning Willem I in 1823 een invoerheffing in van 25 tot 45% op katoenen stoffen. Hierdoor wordt ook de export vanuit Bocholt naar Holland praktisch onmogelijk. Om deze invoerheffing te omzeilen vestigen twee neven Driessen zich in Aalten, vlak over de grens bij Bocholt, namelijk Johann Heinrich Joseph Driessen (1794-1879, een zoon van burgemeester Peter) en Anton Driessen (1797-1879, een zoon van Hermann). Daar beginnen ze textielfabrieken, waaronder Stoomweverij Driessen die tot in de jaren 60 van de twintigste eeuw blijven bestaan. 
Heinrich trouwt met een telg van een andere belangrijke textielfamilie, namelijk Lisette Sträter. Hij koopt samen met Ignatz van Wensen, de zoon van zijn zus, de Heyder & Co. te Leiden, later de Leidsche Katoenmaatschappij genaamd. Heinrich en Lisette hebben acht (volwassen geworden) kinderen: 
- Theodor Driessen (1821-1878), textielfabrikant te Bocholt.
- Louis Driessen (1823-1904), textielfabrikant te Leiden, directeur (en mede-eigenaar) van de N.V. Leidsche Katoenmaatschappij., Ridder Nederlandse Leeuw en gemeenteraadslid van Leiden. Trouwt in de adel met Emma von Forckenbeck. Louis en Emma zijn de voorouders van de zogenaamde Leidse Driessens, textielfabrikanten te Leiden tot begin twintigste eeuw. In de grote depressie van de jaren 20 verdwijnt de Leidse Katoenmaatschappij.
- Eduard Driessen (1824-1895), textielfabrikant te Aalten.
- Ferdinand Driessen (1826-1891), werkzaam als ingenieur te Coesfeld in Duitsland. Trouwt in de adel met Sophie von Bönninghausen.
- Herman Driessen (1828-1896), gepromoveerd in de rechten, advocaat in Amsterdam, wethouder van Amsterdam en ridder in de orde van de Nederlandse Leeuw.
- Pierre Driessen (1832-1895), textielfabrikant te Bocholt, later mede-directeur van de Leidsche Katoen Mij. te Leiden, huwt  Clemence Hooreman een dochter van een Belgische textielfabrikant.
- Lisette Driessen (1837-1907) huwt Auguste Hooreman, textielfabrikant te Gent, en broer van haar schoonzus Clemence.
- August Driessen (1840-1886) chef fabriek I.F.van Leeuwen & Co. te Soerabaja en consul van Portugal aldaar.

## Wapen
De familie Driessen voert een wapen dat ontleend is aan de Groningse familie Driessen, waarmee geen verwantschap bestaat. De beschrijving luidt: 
in zilver een verkort rood schuinkruis met horizontaal afgesneden einden, welke naar binnen spits gehaakt zijn, vergezeld boven en beneden van een stappende zwarte waterhoen, rood gesnaveld en gepoot, en rechts en links van een gewende blauwe wassenaar.
Geslachten die opgenomen zijn in het sinds 1910 verschijnende genealogische naslagwerk Nederland's Patriciaat. Lijst volgens opgave van het CBG Centrum voor familiegeschiedenis.
A · B · C · D · E · F · G · H · I · J · K · L · M · N · O · P · Q · R · S · T · U · V · W · Y · Z